# Železniční muzeum v Bělehradě
Železniční muzeum v Bělehradě je jedno z muzeí srbské metropole. Věnuje se dějinám železniční dráhy na území Srbska, resp. Jugoslávie. Nachází se v přízemí budovy železnic na třídě Nemanjina ve středu města (adresa muzea je Nemanjina 6).
V sedmi velkých místnostech moderní galerie v parku Tivoli v Lublani ve Slovinsku byla uspořádána výstava při příležitosti 100. výročí železnic na území bývalé Jugoslávie. Po jejím skončení padlo rozhodnutí, že bude zachováno. Podoba výstavy posloužila jako základ pro založení železničního muzea v Bělehradě. Muzeum bylo součástí ministerstva železnic od svého založení 1. února 1950 až do jeho převedení pod Úřad pro vydávání novin a marketing v roce 1960. Do roku 2002 bylo muzeum součástí úřadu a poté se stalo součástí kanceláře generálního ředitele „ZTP Bělehrad“. Od roku 2010 spadá pod organizační jednotky Mediálního centra společnosti Železnice Srbije.
Součástí muzea je také lokomotiva s názvem „Rama“ z roku 1861, která v roce 1882 táhla první vlak do Sarajeva (po tzv. bosenské dráze úzkorozchodné železnice vybudované Rakousko-Uherskem), a „Milan“, první lokomotiva postavená v srbském království v roce 1882 v Majdanpeku.